# Список кандагарских правителей Сефевидского государства
Список кандагарских правителей Сефевидского государства — Кандагар находился на пересечении важных торговых путей. Государству, которому принадлежал этот город, также принадлежали бы большие налоги, которые поступали с торговых путей в Индию. Империя Сефевидов впервые захватила город в 1537 году во время правления Тахмасиба I, но Империя Великих Моголов, начавшая контратаку, смогла отбить город. Однако после того, как правитель империи Великих Моголов Хумаюн был свергнут от власти, он обратился за помощью к шаху Тахмасибу I, и на встрече, состоявшейся в городе Султания в Иранском Азербайджане, было решено, что после военной помощи вернуться Взойдя на престол, Хумаюн в ответ перейдет в шиизм и пойдет на уступки в пользу Мурада Мирзы, сына Тахмасиба I из Кандагара. Так и случилось, но вскоре после смерти Мурада Мирзы этот город стал источником разногласий между двумя империями. Воспользовавшись войной между османами и империей Сефевидов в 1545 году, монголы захватили город, Тахмасиб совершил свой первый поход на город в 1558 году - после смерти Хумаюна - и отбил город. В 1590-х годах, воспользовавшись бедственным состоянием империи Сефевидов, монголы отбили город, а в начале 1620-х годов город отбили Сефевиды. Перед этим шах Аббас I осадил Кандагар, но потерпел неудачу. В 1622 году город вернулся под власть империи Сефевидов, снова перешёл из рук в руки в 1638 году, и такая ситуация продолжалась до 1649 года. В этом году Аббас II вернул город успешным походом, и гарнизону, который он разместил в городе, удалось успешно преодолеть 3 осады монголов.
После этого претензии Великих Моголов на город угасли, и город оставался под властью Сефевидов без перерыва до 1709 года. Однако непримиримая политика наместников Сефевидов, особенно Шахнаваз-хана II, и столкновения с местными жителями вызвали восстание афганцев. Восстание под предводительством Мир Вейс-хана привело к падению здесь правления Сефевидов. Повстанцы даже продвинулись дальше и захватили Исфахан, столицу империи Сефевидов, в 1722 году.

## Список
Список относительно известных людей, правивших Кандагаром. Титулы Бейлербейи, Хакима или Вали были административными титулами, присвоенными региональному судье.
| Период       | Судья                 | Краткая информация                       |
| ------------ | --------------------- | ---------------------------------------- |
| 1537–1538    | Будаг-хан Каджар      | хаким Кандагара.                         |
| 1538–1545    | Никто                 | Им правила Великая Империя Моголов.      |
| 1545         | Будаг-хан Каджар      | хаким Кандагара (второй раз).            |
| 1545–1558    | Никто                 | Им правила Великая Империя Моголов.      |
| 1558–1576    | Хамза бек Зулгадар    | хаким Кандагара.                         |
| 1576         | Фулад Халифа Шамли    | хаким Кандагара.                         |
| 1577–?       | Хамза бек Зулгадар    | хаким Кандагара (второй раз).            |
| 1587         | Музаффар Хусейн Мирза | хаким Кандагара.                         |
| 1588         | Кур Мирза             | хаким Кандагара.                         |
| 1588         | Рустам Мирза          | хаким Кандагара.                         |
| 1589–1592    | Музаффар Хусейн Мирза | хаким Кандагара (второй раз).            |
| 1592–1622    | Никто                 | Им правила Великая Империя Моголов.      |
| 1622–1626    | Гандж Али-хан Зиг     | хаким Кандагара                          |
| 1626–1638    | Али Мардан-хан Зиг    | Сын предыдущего судьи. хаким Кандагара.  |
| 1638–1649    | Никто                 | Им правила Великая Империя Моголов.      |
| 1649         | Мехраб-хан            | хаким Кандагара и Астрабада.             |
| 1649–1662/63 | Отар-бек              | хаким Кандагара                          |
| 1662/63–?    | Мансур-хан            | Брат предыдущего судьи. Хаким Кандагара. |
| ?–1673       | Джамшид-хан           |                                          |
| 1673–?       | Зал-хан               |                                          |
| 1694–1695    | Дарвиш-хан Султан     | бейлербей Кандагара.                     |
| 1696         | Мухаммадали-хан       |                                          |
| 1696, 1697   | Асламас бек           | бейлербей Кандагара.                     |
| 1698         | Калбали Хан           | бейлербей Кандагара и Астрабад.          |
| 1698–1699    | Абдулла Хан           | бейлербей Кандагара.                     |
| 1704–1709    | Гургин Хан            | Кандагар и Керманское беглербегство.     |